# Виктор Емануил I Савойски
Вижте пояснителната страница за други личности с името Виктор Емануил.
Виктор Емануил I Савойски, наречен „Много упоритият“ (на италиански: Vittorio Emanuele I di Savoia, detto anche Tenacissimo; * 24 юли 1759, Кралски дворец в Торино, Сардинско кралство; † 10 януари 1824, Монкалиери, пак там), е крал на Сардиния, принц на Пиемонт, херцог на Савоя и на Аоста от 1802 до 1821 г., маркиз на Риволи и Пианеца.
След Реставрацията, през юли 1814 г. по модела на френската жандармерия създава Кралския корпус на карабинерите в Торино, от който произлиза съвременният корпус на карабинерите – 4-ти батальон на италианските въоръжени сили.

## Произход
Виктор Емануил е вторият син на Виктор Амадей III Савойски (* 1726, † 1796), крал на Сардиния и херцог на Аоста, и на испанската инфанта Мария-Антония Бурбон-Испанска (* 1729, † 1785). Негови дядо и баба по бащина линия са Карл Емануил III Савойски, крал на Сардиния, и Поликсена фон Хесен-Ротенбург-Рейнфелс, а по майчина – испанският крал Филип V и Изабела Фарнезе. Има петима братя и шест сестри:
- Карл Емануил IV (* 1751, † 1819), крал на Сардиния (1796 – 1802), съпруг на Клотилда дьо Бурбон-Френска
- Мария Елизабета Карлота (* 1752, † 1755)
- Мария Жозефина Луиза (* 1753, † 1810), графиня на Прованс, принцеса на Франция и титулярна кралица на Франция като съпруга на Луи Ксавие
- Амадей Алесандър (* 1754, † 1755)
- Мария Тереза (* 1756, † 1805), графиня на Артоа и принцеса на Франция (1773 – 1805) като съпруга на Шарл, граф Д'Артоа
- Мария Анна Карлота (* 1757, † 1824), херцогиня на Шабле като съпруга на принц Бенедикт Савойски
- Мария Кристина Фердинанда (* 1760, † 1768)
- Маврикий (* 1762, † 1799), кардинал, губернатор на Ница, принц на Савоя, принц на Онеля, съпруг на племенницата си Лудовика Кристина
- Мария Каролина Антоанета Аделхайд (* 1764, † 1782), принцеса на Саксония като съпруга на Антон Саксонски
- Карл Феликс (* 1765, † 1731), крал на Сардиния (1821 – 1831), съпруг на принцеса Мария Кристина де Бурбон-Неаполитанска
- Йосиф (* 1766, † 1802).

## Биография

### Ранни години
От кръщението му баща му му дава титлата „херцог на Аоста“.
В младежките си години има сред възпитателите си кавалер Папачино д'Антони и варнавитът Джачинто Сиджизмондо Гердил, бъдещ кардинал. За разлика от другите си братя и сестри младият Виктор Емануил изглежда много по-малко надарен в учението, като пред него предпочита военната кариера, която му носи голямо удовлетворение в живота.
От 1792 до 1796 г. баща му взима активно участие във войните срещу Революционна Франция, но войските му са разбити по време на италианските походи на Наполеон. Старият крал подписва през 1796 г. унизителен мирен договор с французите и умира няколко дни по-късно, оставяйки престола на най-големия си син – Карл Емануил IV. Братът на Виктор Емануил е изправен пред тежка за кралството ситуация – френска окупация и значителни териториални загуби в полза на французите. На 6 декември 1796 г. френските войски начело с генерал Бартелеми Жубер окупират Торино и принуждават Карл Емануил IV да предаде на Франция всички континентални територии на кралството и да се оттегли на острова, който остава негово владение.
Виктор Еманул се бие срещу френските революционни сили в кампанията от 1793 г. в Савоя. След Парижкия мирен договор от май 1796 г. той следва кралското семейство в Каляри, тъй като по-големият му брат Карл Емануил IV, който наследява баща им през 1798 г., не е в състояние да защити адекватно владенията на кралството на континента, понеже до голяма степен не се интересува от политика. Остров Сардиния е, наред с други неща, единственото владение на Савоя, което не е завладяно от французите и затова кралският двор е временно прехвърлен там. В края на първата фаза на революционните войни като награда Виктор Емануил е удостоен и с титлите „Маркиз на Риволи“ и „Маркиз на Пианеца“.
През февруари 1797 г., когато неговият брат Карл Емануил сключва необходимия съюз с Франция на Наполеон пред лицето на невъзможността да се съпротивлява на нашественика, Виктор Емануил категорично се противопоставя на този акт. Той дори решава да се върне в Пиемонт през август 1799 г., против волята на краля, който преценява, че този негов акт е неблагоразумен и импулсивен в този исторически момент. Виктор Емануил скоро е принуден да отплава към Каляри поради невъзможността да организира народна въоръжена съпротива срещу французите, които именно в Пиемонт са дали началото на Субалпийската република.

### Брак
На 21 април 1789 г. Виктор Емануил се жени в Новарската катедрала за ерцхерцогиня Мария Тереза фон Хабсбург-Есте, дъщеря на Фердинанд Карл фон Хабсбург-Есте, херцог на Брайзгау. Двойката има пет деца, от които обаче само четирите момичета оцеляват до зряла възраст. Карл Емануил, единственият им син, умира през 1799 г. на 3 г.

### Трудно управление
Крал Карл Емануил IV не се интересува особено от управлението на остров Сардиния и през по-голямата част от времето си живее в Неапол и Рим. Смъртта на съпругата му през 1802 г. принуждава бездетния крал да се оттегли окончателно от управлението на страната в полза на Виктор Емануил. Така на 4 юни 1802 г. херцогът на Аоста е коронясан за крал на Сардиния. Ситуацията изглежда отчайваща с кралството, намалено от френското нашествие, държавната хазна на практика изпразнена, много високите парични искания на брат му, който дори като отрекъл се крал иска да си гарантира щедра пенсия, и бягството на много негови роднини, като чичо му Бенедикт, херцог на Шабле, който, виждайки отчаяната ситуация в Пиемонт, моли племенника си да ликвидира активите си в континенталната част на държавата в брой, след което се оттегля в Рим.
През следващите дванадесет години Виктор-Емануил I управлява владенията си от Каляри, като през това време създава корпусите на карабинерите и жандармеристите. Като първи ход той напразно се опитва да си върне загубените земи: участва във Войната на третата коалиция (1805 г.) и започва внимателна дипломатическа дейност, с която се надява да получи необходимата подкрепа, за да може да се върне триумфално в Пиемонт като суверен и да получи необходимите парични заеми. През 1806 г. той всъщност е в Гаета, за да търси подкрепата на Бурбоните, но след като научава, че генерал Андре Масена марширува с войските си към Неапол, решава да се върне в Сардиния – единствената част от неговите владения, която не е завладяна от французите. Там той остава известно време, като инициира някои реформи в административната и селскостопанската област, като разширяване на отглеждането на маслинови дървета и опит за въвеждане, с ограничен успех, на отглеждане на памук.
През 1809 г. предлага на британците да съберат и изпратят контингент от лигурски войници, за да се изправят срещу опит за френска експедиция в Русия, но серия от трудности му попречва да направи това.
Дори когато окупираният Пиемонт е окончателно включен във френската държава като департамент, Виктор Емануил I никога не се отказва от надеждата един ден да може да възстанови напълно владенията си. Със същите намерения той отказва и предложението, което Наполеон му изпраща през 1807 г. (по съвет на цар Александър I от Русия), да създаде нова държава за Савойците, включваща Сиена, района на Гросето и бившето Княжество Лука.
С Виенския конгрес и Реставрацията той си връща владението върху териториите си, с добавянето на тези на бившата Генуезка република, и прехвърля щаба на флота на Сардиния в същото това пристанище. Той обаче е принуден да остави част от регион Савоя на Франция, която успява да си върне напълно едва през 1815 г. след участието си в кампанията на репресиите на стодневното правителство на Наполеон, когато войските му нахлуват чак до Гренобъл. През същата година той също така получава свалянето на Генуезката република, която е създадена след падането на Наполеоновото управление в Лигурия, и окончателното анексиране на тези територии към Кралство Сардиния, както всъщност съюзническите сили на Англия и Русия са постановили чак от 1805 г.
Като яростен противник на Наполеон Виктор Емануил никога не прави компромиси и се завръща в Пиемонт едва след поражението на Бонапарт на 20 май 1814 г., когато триумфално влиза в Торино след акостиране в Генуа на 9 май. След като кралската власт отново се разпростира върху всички савойски територии, Виктор Емануил I отменя всички граждански права и привилегии, които французите са въвели в окупираните територии с Наполеоновия кодекс, и установява крайно репресивен кралски режим – отказва каквито и да е обсъждания за въвеждане на конституция, възстановява правата и имотите на Католическата църква. Той възстановява кралските конституции на Виктор Амадей II и реабилитира общото право, засилва митническите бариери, категорично отказва да даде либерална конституция, поверява образованието на духовенството, възстановява дискриминацията по отношение на работата и съдебната система срещу евреите и валденсите. По време на престоя си в Каляри създава Министерството на флота и малко след това основава катедрите по физика, палеография, дипломатическа критика и политикономика в Торинския университет, за да могат студентите да са в крак с времето.
Имайки експанзионистични амбиции към Ломбардия, Виктор Емануил I влиза в латентен конфликт с Австрия. Същевременно остава решително против всяка хипотеза за въоръжена конфронтация, като суверен, отдаден на Свещения съюз, и въпреки това е логически невъзможен какъвто и да е съюз с Франция след случилото се. Неговото противопоставяне на предложенията (впоследствие приети от Карл Алберт) за премахване на препратките към вероятния саксонски произход на династията от савойския кралски герб свидетелства за все още съществуващата дистанция между Савойците и радикално антиавстрийския дух на италианските патриоти.
На 14 август 1815 г. Виктор Емануил I създава Савойския военен орден – рицарски орден на Кралство Сардиния и по-късно на Кралство Италия, създаден, за да замени наполеоновите почетни декорации. След това орденът е реформиран от Виктор Емануил II през 1855 г.

### Създаване на Корпуса на кралските карабинери
След реставрацията от 1814 г., обратно в Пиемонт Виктор Емануил I се занимава с възстановяването на всички монархически институции от предреволюционния период, включително военния дом, който е в услуга на суверена, със същите части.
С RR.PP. от 13 юли 1814 г. той смята обаче за подходящо да създаде нов военен корпус, този на карабинерите, по модела на тези, използвани от французите. Всъщност, въпреки че не харесва наполеоновото управление, той е забелязал, че на терен френските карабинери се оказват изключително гъвкави в своите движения и много ефективни и поради това решава, че новото му кралство също трябва да цени това, което е научил на бойните полета. В указа, който той публикува на същата дата, необходимостта от създаването на Корпуса на кралските карабинери се споменава „...за да се върне и да се осигури по-нататък добрия ред и общественото спокойствие, което миналите и отвратителни събития не малко са смутили във вреда на добрите и верни поданици...“, за да „допринесе все повече и повече за по-голямото щастие на държавата, което не може да бъде отделено от защитата и закрилата на нашите добри и верни поданици, и от наказанието на престъпниците“.
Кралят веднага придава голямо значение на Корпуса на карабинерите на Сардиния, доколкото в чл. 12 от същата разпоредба може да се прочете: „Корпусът на кралските карабинери ще се счита в армията първи сред останалите, след нашата Нашите лични гвардии... и понякога ще бъде предпочитан за придружаване на кралските лица“. Кралят поверява общото командване на новородения военен корпус на Джузепе Таон ди Ревел ди Сант'Андреа.

### Якобитско унаследяване
След смъртта на брат му Карл Емануил IV през 1819 г. Виктор Емануил I става официален якобински претендент за британския трон (с евентуално име Виктор I), макар че самият той никога не проявява каквито и да е било претенции към короната. Той е последният херцог на Савоя, получил тази номинална титла: всъщност тя преминава към дъщеря му Мария Беатрис (най-голямата дъщеря и без живи братя), която се омъжва за Франц IV, ерцхерцог на Австрия и херцог на Модена. След това титлата преминава към нейния син Франчц V от Модена, т.е. към семейство Австрия-Есте.
След като Виктор Емануил I умира, английският министър-председател Лорд Ливърпул пише на външния си министър Канинг, че по случай смъртта на савоеца във Великобритания трябва да бъде обявен национален траур, тъй като голяма част от британците са смятали Виктор Емануил за свой законен крал.

### Революция от 1821 г., абдикация и последни години
През март 1821 г. избухва либералната революция, до голяма степен дело на Карбонарите, и изглежда, че антиавстрийските настроения на заговорниците съвпадат с тези на суверена. Що се отнася до Сардинското кралство, то се противопоставя на установените правителства като в други части на Европа. В Торино не липсват студентски протести, срещу които Виктор Емануил I не реагира с оръжие, като същевременно остава против идеята за предоставяне на конституция на неговото кралство.
Когато военният гарнизон на Цитаделата в Торино също се обръща срещу централното правителство, убивайки командира на крепостта, Виктор Емануил I взима решение на 13 март 1821 г. да абдикира в полза на брат си Карл Феликс. Тъй като по това време Карл Феликс е в Модена, кралят временно поверява регентството на Карл Алберт, принц на Кариняно, който е втори поред на унаследяване на престола. Изборът на Карл Алберт за фигурата на регент веднага е проблематичен поради явната му близост до идеалите на революционерите, но самият Виктор Емануил I е убеден, че фигурата му, колкото и временна да е, поне ще помогне за успокояване на духовете. Известно е, че поне през първите месеци след абдикацията си Карл Алберт многократно моли Виктор Емануил I да се откаже от нарежданията си и да се върне на трона, но напразно.
След това бившият крал живее известно време в Ница, след това се мести в Лука и накрая в Модена до юни 1822 г. Той се завръща за постоянно в Пиемонт, като се установява в замъка в Монкалиери, където баща му вече е починал и където той на свой ред умира на 24 май 1824 г. на 64-годишна възраст. Погребан е в базиликата Суперга на хълмовете на Торино.

## Брак и потомство
∞ 21 април 1789 в Катедралата в Новара за австрийската ерцхерцогиня Мария Тереза фон Хабсбург-Есте (* 1 ноември 1773, Милано; † 29 март 1832, Торино), най-голямото дете на ерцхерцог Фердинанд Карл Австрийски, от която има един син и шест дъщери:
- Мария Беатрис Виктория Жозефина Савойска (* 6 декември 1792, Торино, † 15 септември 1840, Кастело дел Катайо, Баталя Терме), чрез брак херцогиня на Модена и Реджо; ∞ 20 юни 1812 за вуйчо си Франц IV Австрийски-Есте (* 1779, † 1846), ерцхерцог на Австрия, от 14 юли 1814 г. херцог на Модена и Реджо, от когото има двама сина и две дъщери
- Мария Аделаида Савойска (* 1 октомври 1794, † 2 август 1795)
- Карл Емануил Савойски (* 3 септември 1794, † 9 август 1799 от дребна шарка)
- дъщеря (* 1800, † 1801)
- Мария Тереза Савойска (* 19 септември 1803, дворец „Колона“, Рим; † 16 юли 1879, Сан Мартино ин Виняле), чрез брак първо херцогиня на Лука и след това херцогиня на Парма и Пиаченца; ∞ 17 август 1820 чрез представител в Торино за Карл Лудвиг Бурбон-Пармски, принц на Лука (* 22 декември 1799, Мадрид; † 16 април 1883, Ница), херцог на Лука (1824 – 1847), херцог на Парма и Пиаченца (1849 – 1854), от когото има син и дъщеря
- Мария Анна Савойска (* 19 септември 1803, Рим; † 4 май 1884, Прага), принцеса, чрез брак императрица на Австрия, кралица на Бохемия и апостолическа кралица на Унгария; ∞ 12 февруари 1831 г. в Торино заФердинанд I (* 19 април 1793, Виена; † 29 юни 1875, Прага), австрийски император (1835 – 1848), както унгарски и бохемски крал под името Фердинанд V, от когото няма деца
- Мария Кристина Карлота Жозефина Гатеана Ефизия Савойска (* 14 ноември 1812, Каляри; † 31 януари 1836, Неапол), блажена на Римокатолическата църква (от 2014), чрез брак кралица на Двете Сицилии; ∞ 21 ноември 1832 в Светилището на Волтри до Генуа за Фердинанд II (* 12 януари 1810, Палермо; † 22 май 1859, Казерта), крал на Двете Сицилии, от когото има един син

- Децата на Виктор Емануил I
- принцеса Мария Беатрис
- принцеса Мария Тереза
- принцеса Мария Анна
- принцеса Мария Кристина